# Aldo Ballarin
Aldo Ballarin   (Chioggia, 10 de gener de 1922 - Superga, 4 de maig de 1949) fou un futbolista italià de la dècada de 1940.
Fou 9 cops internacional amb la selecció de futbol d'Itàlia. Pel que fa a clubs, destacà a Torino FC. Va morir a l'accident aeri de Superga l'any 1949.